# Jean-Baptiste Isabey
Ne doit pas être confondu avec son fils le peintre Eugène Isabey.
Jean-Baptiste Isabey né à Nancy le 11 avril 1767 et mort à Paris le 18 avril 1855 est un peintre, miniaturiste, aquarelliste, dessinateur, lithographe, décorateur d'opéra et costumier français.
À l'époque de la grande peinture historique, Isabey pratique l’art de la miniature. Il connaît le succès, aussi bien sous le Premier Empire qu'auprès des diplomates du congrès de Vienne. Il est le père d'Eugène Isabey, peintre, dessinateur et graveur romantique tout aussi célèbre du Second Empire.

## Biographie
Né à Nancy dans une famille modeste d'un marchand épicier, Jacques Isabey son père, et Marie Poirel sa mère, Jean-Baptiste Isabey a un frère ainé Louis (1766-1813) violoniste, qui est premier violon du tsar de Russie. Jean-Baptiste Isabey devient élève du paysagiste Jean-Baptiste Claudot et du fresquiste Jean Girardet. En 1783, il supplée à ses maîtres dans la surveillance de travaux à Nancy, mais en 1785, il doit quitter Nancy pour Paris et gagner sa vie comme peintre de dessus de boîtes et de boutons historiés. En 1787, après quelques leçons prises auprès de son compatriote François Dumont, peintre miniaturiste de Marie-Antoinette, il est présenté à la reine habillé et maquillé en jeune femme par la comtesse de Calignac lors d'un bal masqué. Admis à la cour, il est employé à Versailles pour peindre des portraits des ducs d'Angoulême et de Berry. La reine lui passe une commande de portraits-miniatures qui est, à partir de ce moment, suivie de nombreuses autres par les cours de France successives et ce jusqu'à sa mort. Il rencontre Hubert Robert et travaille sous sa direction pour le château de Beauregard du comte d'Artois, le futur Charles X[réf. nécessaire].

### La Révolution et l'Empire

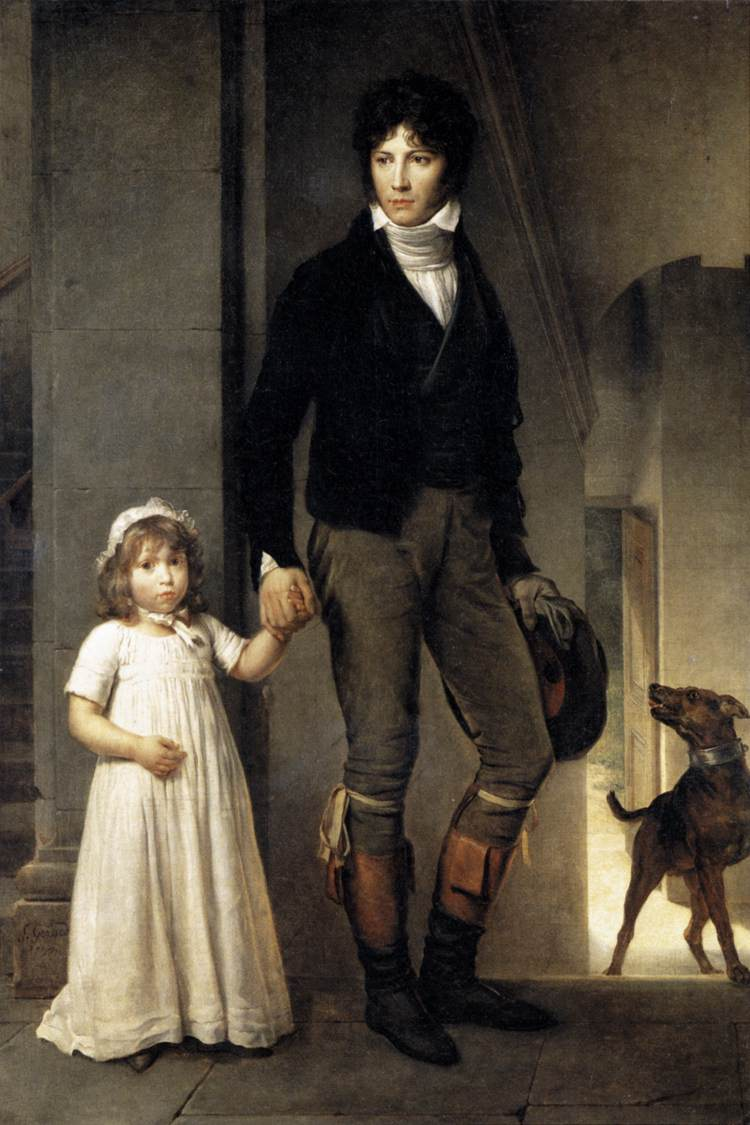
François Gérard, Jean-Baptiste Isabey et sa fille Alexandrine, Paris, musée du Louvre.

En 1788, il devient l'un des élèves de Jacques-Louis David, avec qui le lie une profonde amitié et il l'assiste dans la réalisation du tableau Les Amours de Pâris et d'Hélène, dont il peint les détails et l'architecture du fond.
En 1789, il devient membre de la loge maçonnique Les Amis réunis. Il réalise alors des portraits de consolation, miniatures que les émigrants partageaient en famille entre parents et enfants se quittant, puis il réalise 228 portraits des députés de l'Assemblée nationale payés chacun 6 francs. Ce serait à la suite de son portrait de Mirabeau que ce dernier lui conseille de renoncer à la peinture d'histoire pour se consacrer aux portraits, à la miniature et à l'aquarelle.
En 1791, Isabey expose pour la première fois au Salon ; il y expose régulièrement jusqu'en 1841. En 1791 naît sa fille Alexandrine, dont le baron Gérard peint en 1795 le portrait avec son père, Jean-Baptiste Isabey et sa fille (Paris, musée du Louvre). Le 15 août 1791, il épouse Justine Laurisse de Salienne, issue d'une famille noble désargentée et mère de l'enfant. Celle-ci figure, entourée de leurs trois premiers enfants dans son dessin au sépia présenté au Salon de 1797 et intitulé La Barque. En 1792, il est nommé capitaine chargé de la garde du Louvre avec la troupe des élèves des arts. Sous le Directoire, il fait un voyage en Normandie qu'il lithographie en un album.
En 1796, il rencontre Madame Campan et devient professeur de dessin à l’Institution nationale de Saint-Germain qu'elle a fondée. Là, il rencontre la famille Bonaparte. Il devient un intime du château de la Malmaison, où il dessine le portrait de Bonaparte.
En 1794 naît sa seconde fille Louise-Simone — parfois nommée Lucy —, puis son fils Hector en 1797, et en 1803 naît son fils le peintre Eugène Isabey.
En 1799, comme d'autres artistes peintres, il obtient un atelier dans les galeries du palais du Louvre au N°23. Il est entouré de nombreux élèves.

### Le Sacre

Jacques-Louis David, Le Sacre de Napoléon (1805-1807, détail), Paris, musée du Louvre. Costumes créés par Isabey.

En 1804, il est nommé « Ordonnateur des réjouissances publiques et des fêtes particulières aux Tuileries, Dessinateur du Sceau des titres ». En 1805, il est nommé « Premier Peintre de ma Chambre » par l'impératrice Joséphine de Beauharnais, puis dessinateur du cabinet de l'empereur Napoléon Ier ; à ce titre, il participe à la mise en scène de leurs sacres à Notre-Dame, il crée les costumes et robes de tous les participants. Les estampes qu'il exécute pour la commémoration s'ajoutèrent au célèbre tableau de Jacques-Louis David, travail pour lequel il est payé par Louis XVIII en 1814. Un logement lui est attribué à la manufacture de Sèvres en 1809 ; il y dessine des modèles de tasses et d'assiettes à l'effigie de l'Empereur. En 1810, il dessine les miniatures de la Table des Maréchaux, un guéridon réalisé à la manufacture de Sèvres aujourd'hui conservé au château de Malmaison qui représente Napoléon assis sur un trône d'airain entouré de ses maréchaux. Il livre des dizaines de portraits en miniature de l'Empereur, que celui fait monter en boîte pour ses présents.
En 1805, il devient peintre-décorateur des théâtres de Saint-Cloud et des Tuileries. Il devient dessinateur en chef à l'opéra de Paris à partir de 1810. Il est le dernier peintre académique à diriger l'atelier des décors de l'opéra de Paris jusqu'en 1815 ou 1828. Il a dans son équipe son gendre Pierre-Luc-Charles Ciceri et Louis Daguerre. On lui doit les décors des opéras : Les amours d'Antoine et Cléopâtre (1808), Armide (1811), L'enfant prodige (1812), Les Abencérages ou L'étendard de Grenade (1812-1813) et un Oreste (1815). Il dessine des robes, costumes, châles et cachemires pour les manufactures de Lyon et de Jouy. Il organise avec l'architecte Fontaine le mariage de Napoléon Ier et de Marie-Louise d'Autriche au palais du Louvre. En 1811, Isabey devient professeur d'aquarelle de l'impératrice Marie-Louise.
En 1812, elle lui commande les portraits de sa famille à Vienne. En 1814, Louis XVIII lui commande son portrait, puis de partir à Vienne pour suivre le congrès et y peindre les portraits des participants. Il y organise une fête grandiose pour l'impératrice Beatrix. Il y peint aussi le portrait du roi de Rome qu'il remet à Napoléon à Paris à son retour.

Œuvres de Jean-Baptiste Isabey
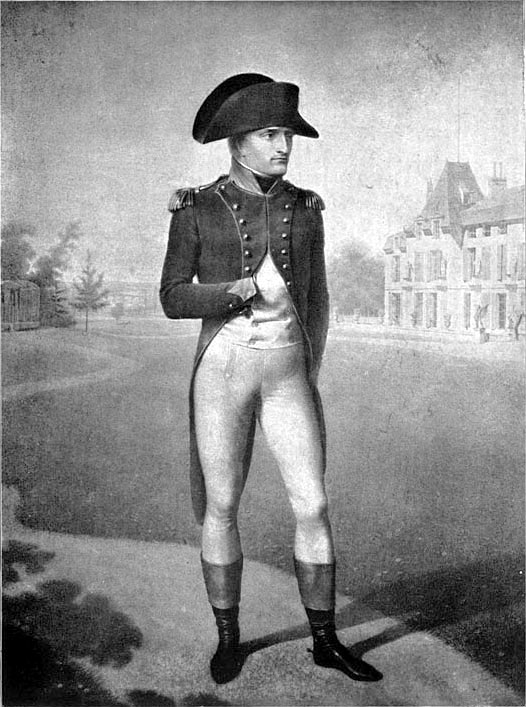
Portrait de Bonaparte à la Malmaison (1801), dessin, Rueil-Malmaison, château de Malmaison.
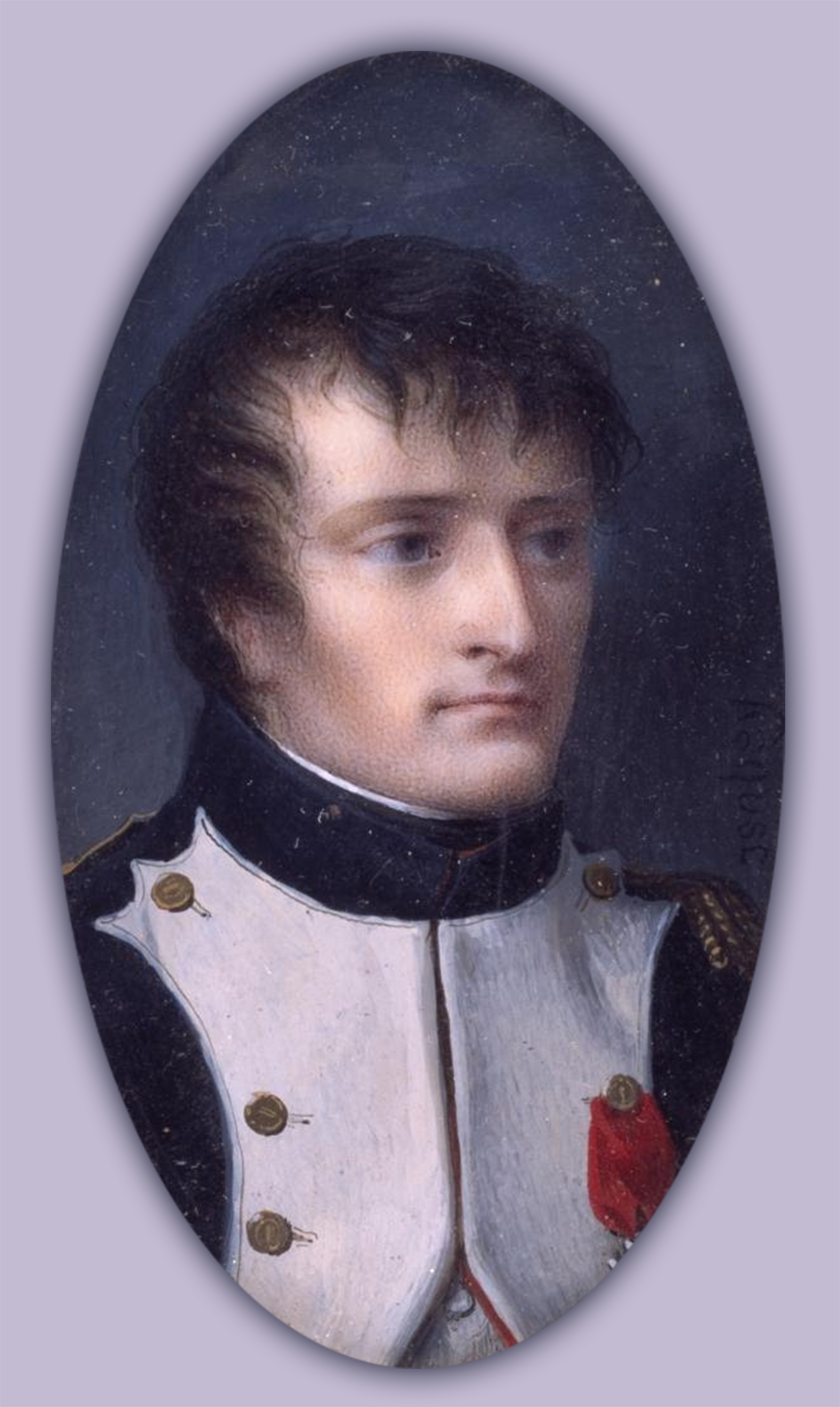
Napoléon Bonaparte (1804), musée des Beaux-Arts de Houston.
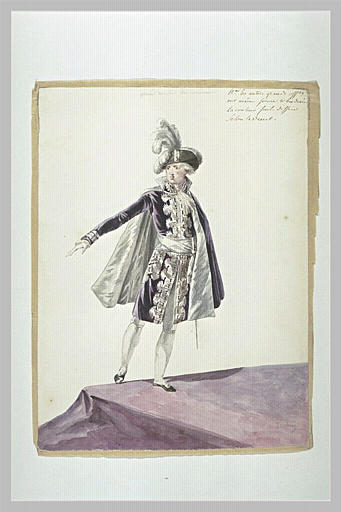
Costume de grand maître des cérémonies. Sacre de Napoléon, Paris, musée du Louvre.
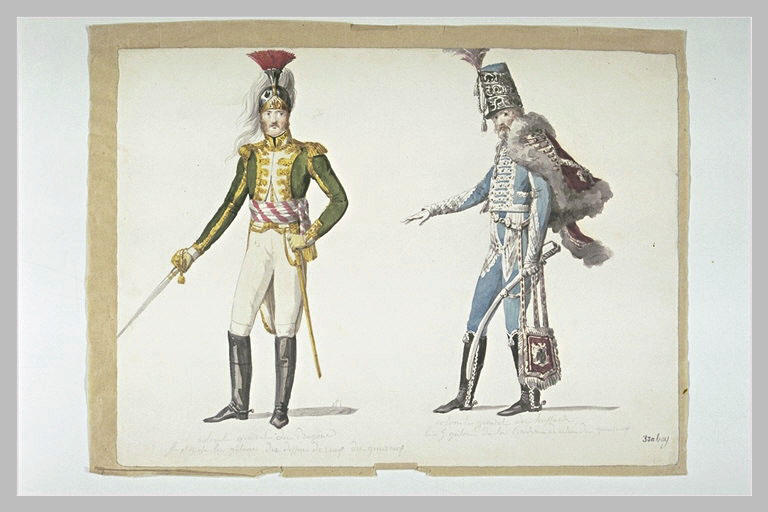
Costume de colonel général du dragon et de colonel général des hussards. Sacre de Napoléon, Paris, musée du Louvre.
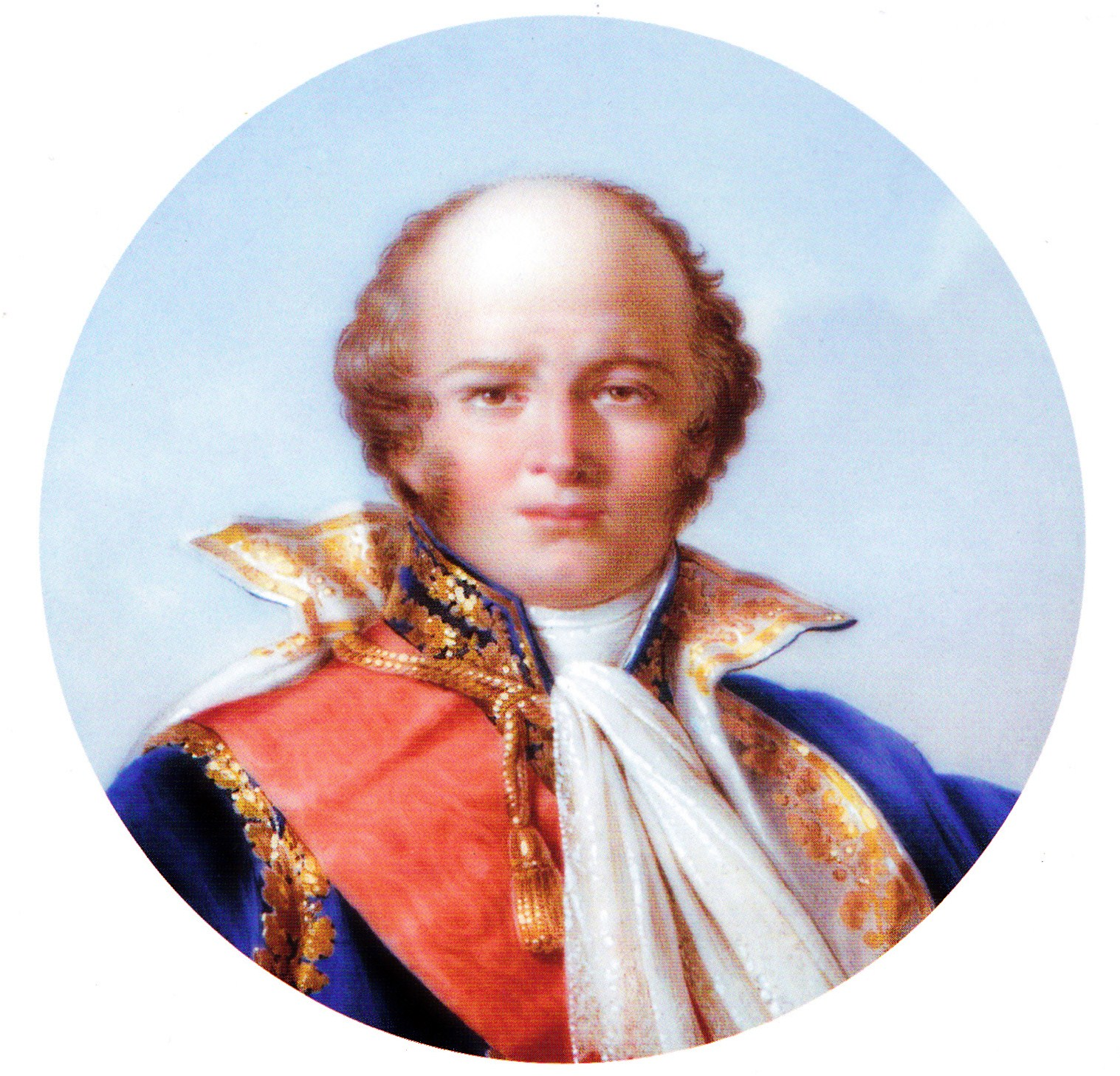
Portrait du maréchal Louis-Nicolas Davout, détail de la Table des Maréchaux (1808-1810), Rueil-Malmaison, château de Malmaison.
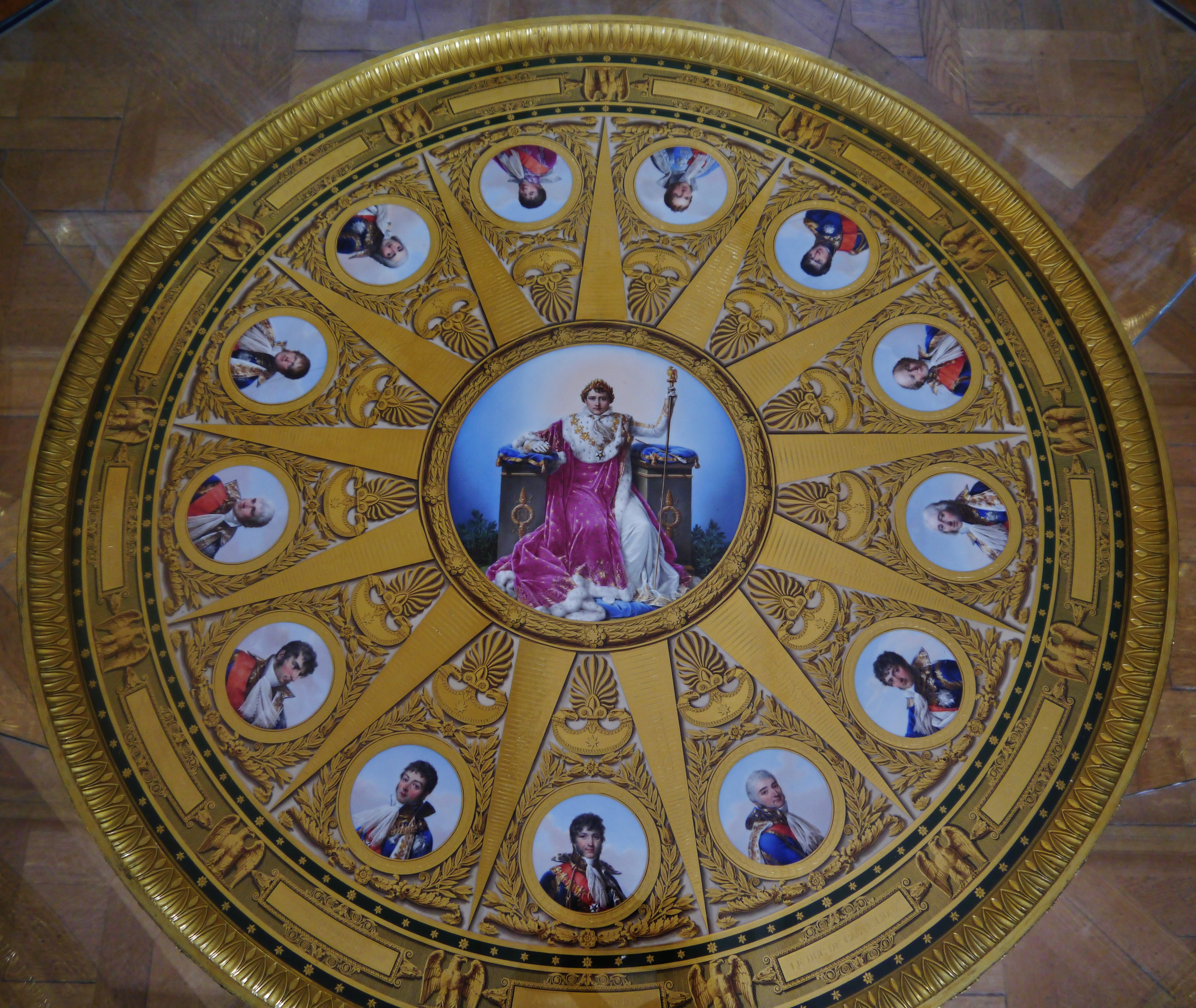
Table des Maréchaux (1808-1810), manufacture de Sèvres, Rueil-Malmaison, château de Malmaison.
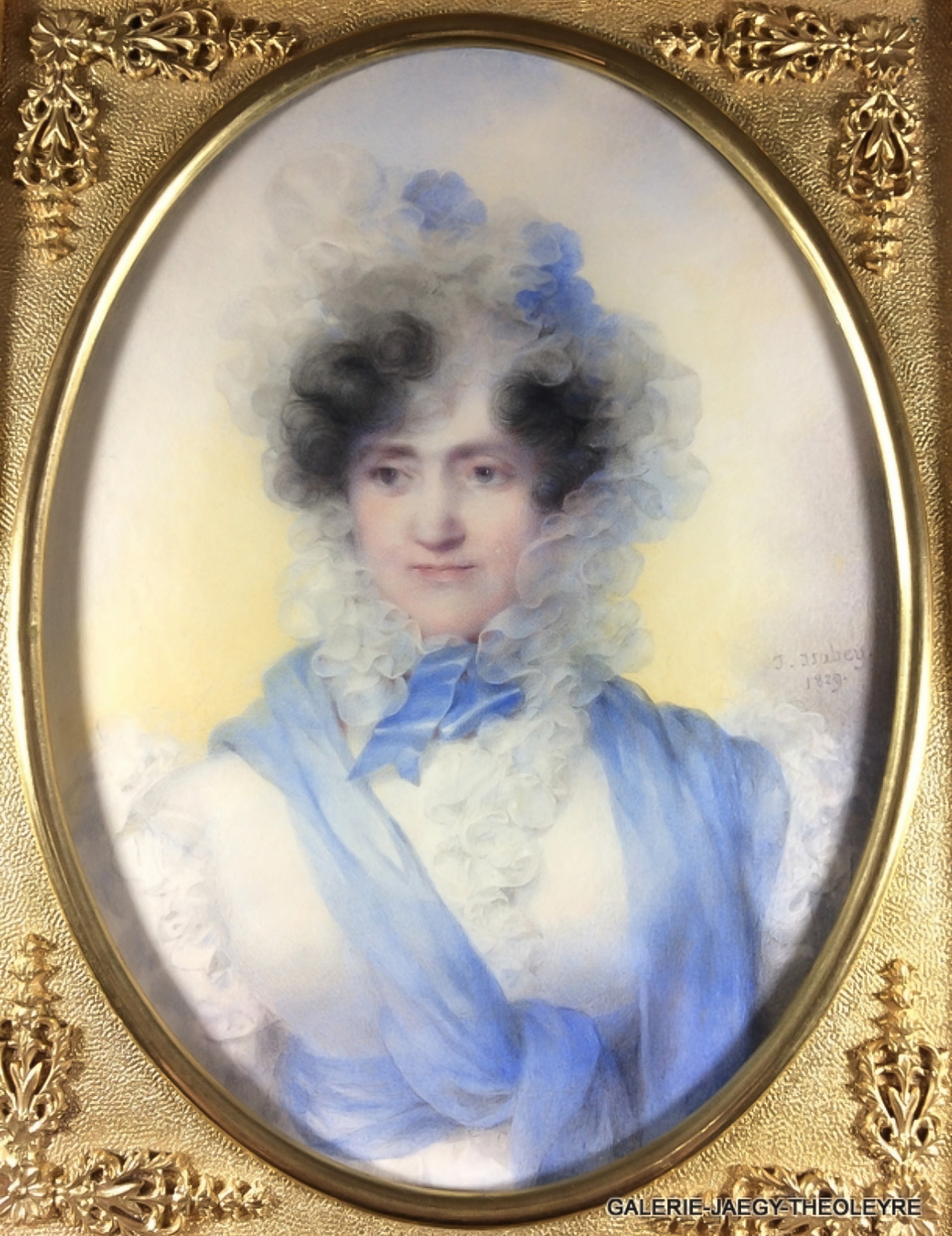
Portrait de dame - Collection privée

### La Restauration

Louis-Léopold Boilly, Réunion d'artistes dans l'atelier d'Isabey (Salon de 1798), Paris, musée du Louvre.

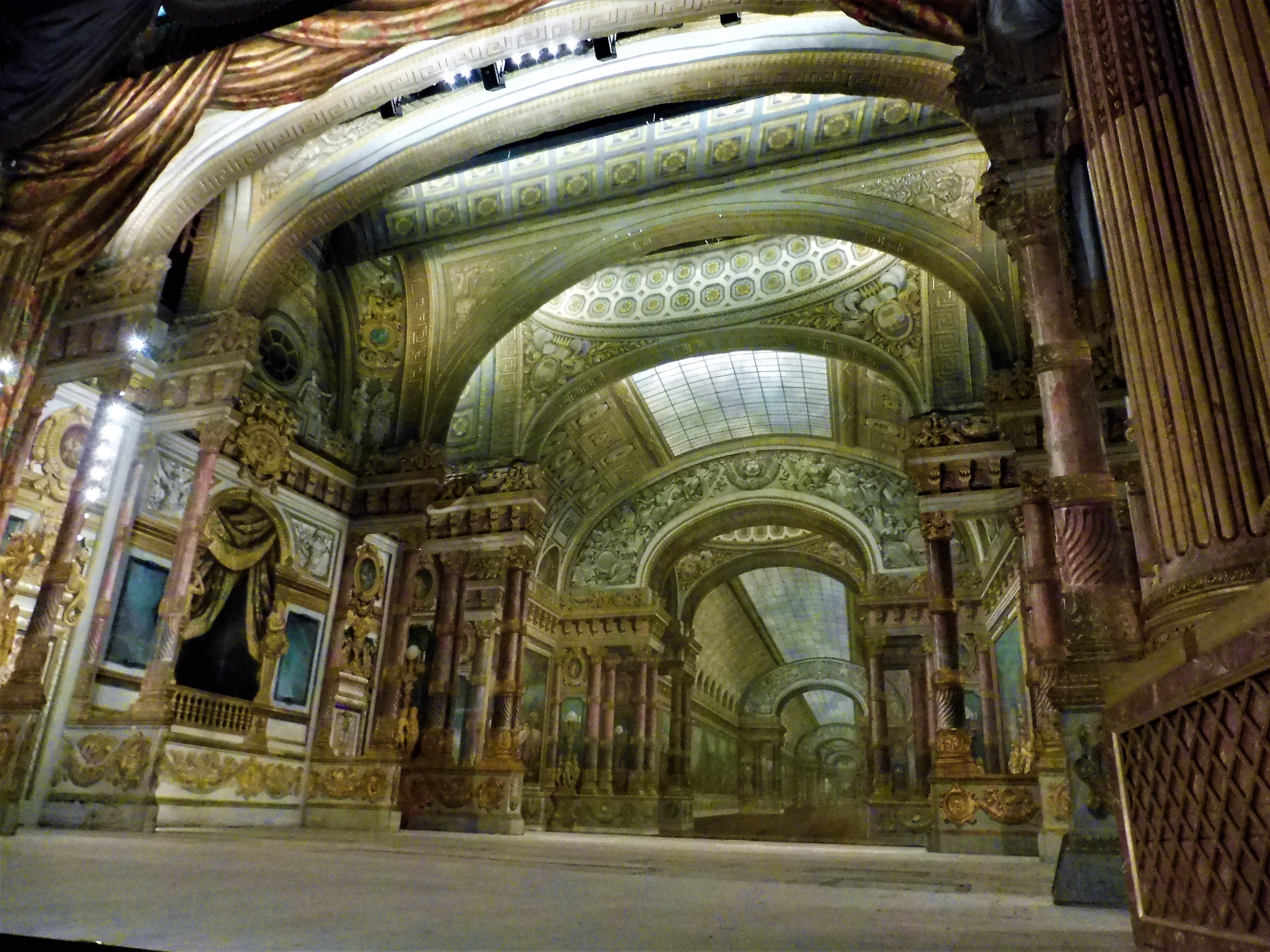
D'après Pierre-Luc-Charles Ciceri, Palais de marbre rehaussé d'or, décor, reconstitution en 2018, opéra royal du château de Versailles.

Son fils Hector meurt à la bataille d'Arcis-sur-Aube le 21 mars 1814.
Bien qu'ayant été fidèle à Napoléon lors de son retour d'Elbe, il n'en est pas moins partie prenante à la Restauration. Il s'exile cependant en Angleterre au printemps 1816. Louis XVIII lui accorde le droit de publier ses lithographies du congrès de Vienne, et dans son petit hôtel particulier de la rue des Trois-Frères, il tient salon et donne des concerts de Cherubini, Boieldieu avec la chanteuse Sophie Gail. Il fait l'acteur et le clown ; la comtesse d'Abrantès témoigne : « Comme il jouait la comédie ! Comme il improvisait un proverbe ! Comme il faisait bien toutes ces charges qui réunissaient la gaîté et l’esprit, et faisaient oublier Dugazon !… Jamais je n’oublierai Isabey lorsqu’il sautait autour d’un salon, sur les bras des fauteuils, imitant un singe et épluchant une noix. ». En 1820, il voyage en Angleterre, puis en 1822 en Italie dont il tire des lithographies. En 1823, Louis XVIII le nomme dessinateur et ordonnateur des fêtes et spectacles de la Cour. En 1824, il agence le décor de la chapelle ardente pour les funérailles de Louis XVIII. Il est nommé par Charles X, dessinateur du cabinet du roi et organise, assisté de son gendre Cicéri, le couronnement de Reims. Il est promu officier de la Légion d'honneur.
Après la mort de sa femme en 1829, il épouse en secondes noces une élève, Eugénie Rose Maystre (1794-1857), avec qui il a deux enfants, Henri (1832-1835) et Henriette Augustine Eugénie (1837-1881).
En 1829, à la suite de la mort de sa première épouse, il quitte son hôtel particulier et s'installe rue Cadet chez sa nouvelle épouse puis, en 1834, s'installe au 25, quai de Conti dans un appartement de l'Académie, qui ne l'élit pas malgré trois tentatives. On lui attribue également un appartement au château de Versailles pour la belle saison, appartement qu'il conserve jusqu'à la fin de ses jours. La monarchie de Juillet lui confère le titre de conservateur adjoint des musées royaux auprès de François Marius Granet. Il pratique assidûment la lithographie et l'héliogravure en reproduisant ses modèles et dessins. Il apparaît sous le nom de « Isabey, père » dans le catalogue du Salon de 1841, où il présente un Saint Jean en section peinture.
Lors de la Deuxième République, il signe « Isabey, patriote de 1789 ». Sous le Second Empire en 1852, le musée du Louvre lui consacre une salle pour ses dessins de costumes de l'Empire. Ces miniatures de Napoléon, Joséphine et de la cour sont largement reproduites en illustration de livres.
Napoléon III lui accorde une pension de 6 000 francs pour celui qui fut le professeur de dessin de sa mère Hortense de Beauharnais, et lui remet la cravate de commandeur de la Légion d'honneur en 1854. Il fréquente le salon de la princesse Mathilde.
S'il peint jusqu'à ses 70 ans, il écrit sa biographie abrégée en 1843 puis renonce à peindre dans les dernières années.

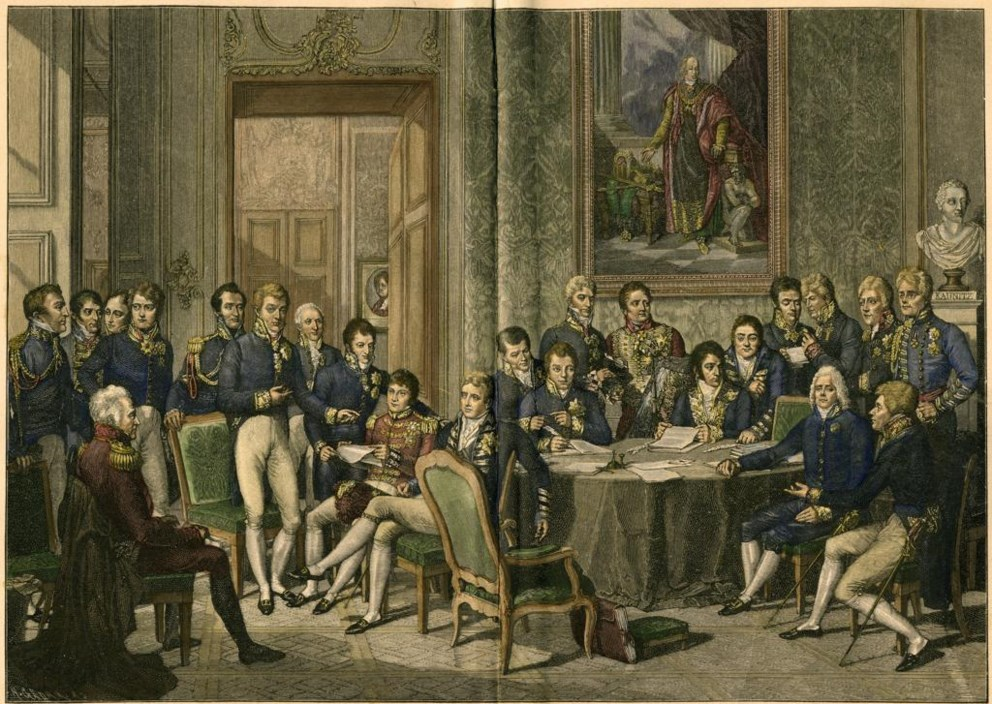
D'après Jean-Baptiste Isabey, Le Congrès de Vienne, gravure en couleurs.
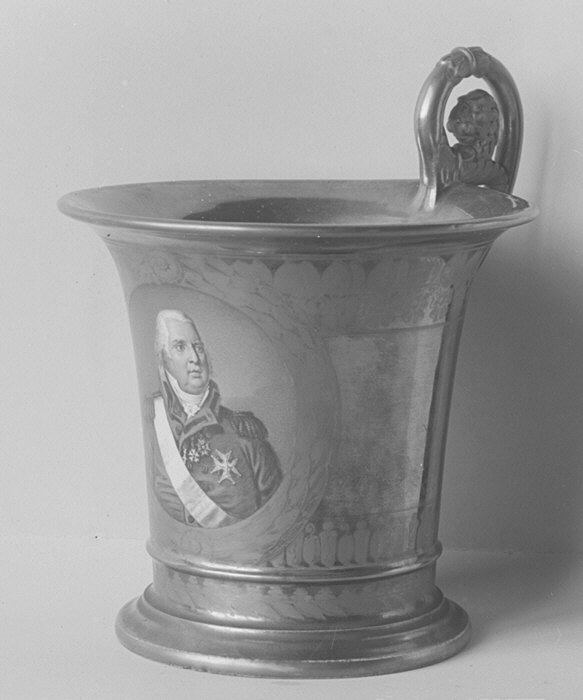
Tasse Jasmin, manufacture de Sèvres, ornée du portrait de Louis XVIII d'après Isabey, New York, Metropolitan Museum of Art.
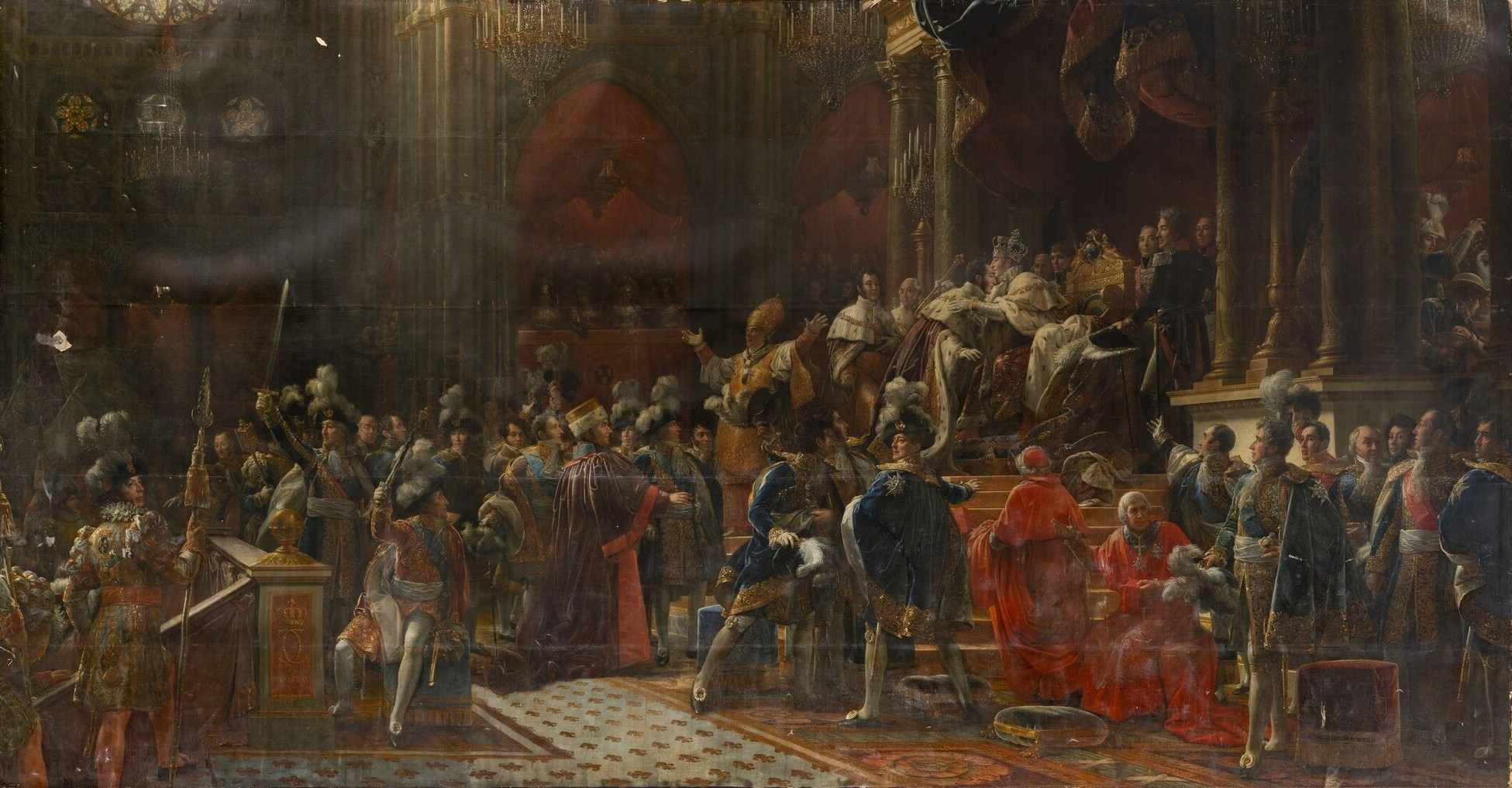
François Gérard, Le Sacre de Charles X (vers 1827), musée des Beaux-Arts de Chartres. Cérémonie organisée par Jean-Baptiste Isabey.

## Famille

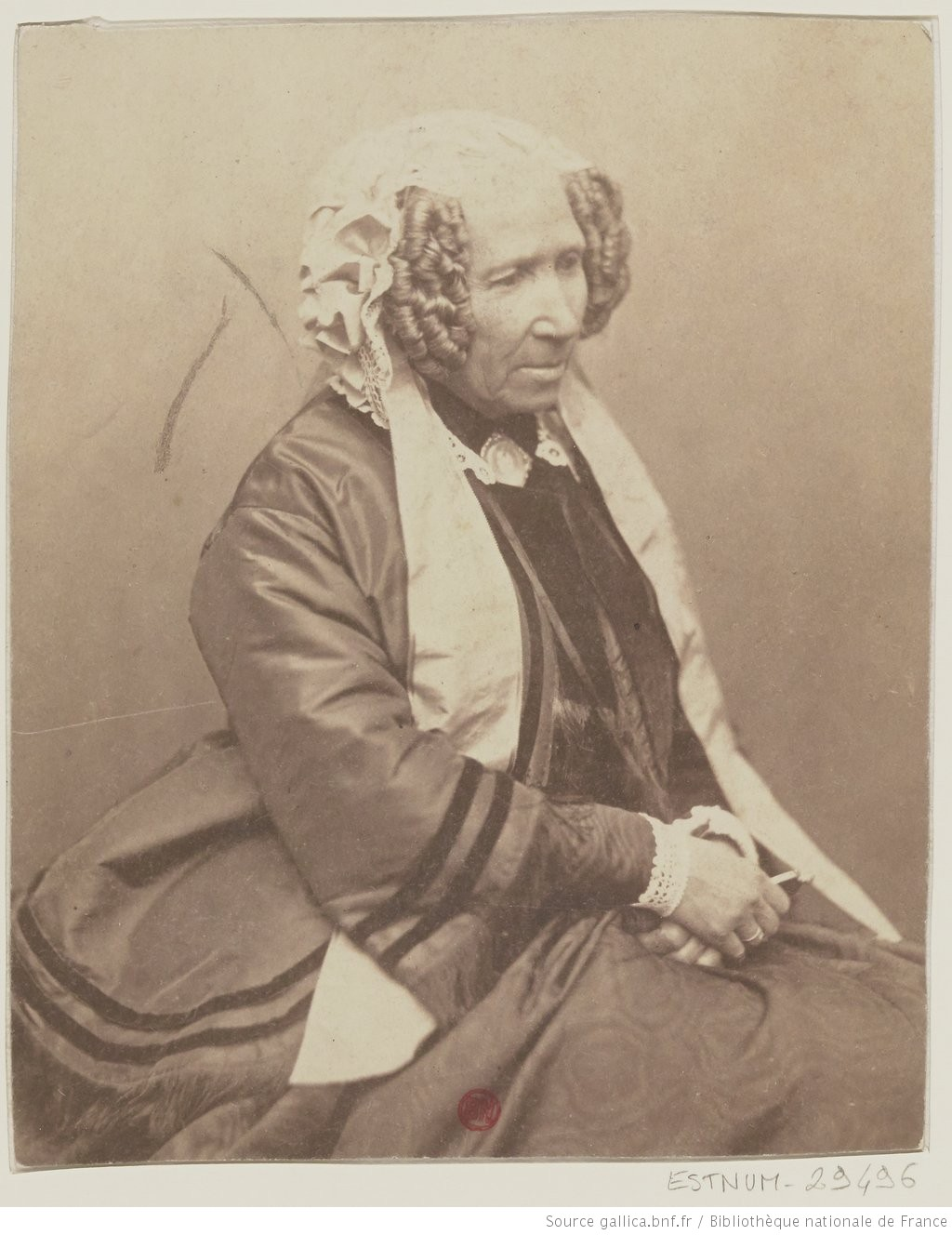
Alexandrine Isabey-Cicéri dite Maman Cicéri (1791-1871), photographie de Nadar, Paris, BnF.

Il est le père d'Eugène Isabey, peintre de marine de l'école romantique et le beau-père du peintre décorateur d'opéra et de théâtre Pierre-Luc-Charles Ciceri, lequel épouse sa fille Alexandrine le 24 février 1810.
Jean-Baptiste Isabey est inhumé à Paris au cimetière du Père-Lachaise (20e division), aux côtés de sa première épouse Justine Laurisse de Salienne (1765-1829), ainsi que de sa seconde épouse Eugénie Rose Maystre (morte en 1857), d'Eugène Louis Isabey (1803-1886) son fils et élève, et de son frère Louis Isabey (mort en 1813), musicien de la Chapelle du roi et premier violon de l'empereur de Russie.

## Élèves
Son atelier est représenté dans le célèbre tableau Réunion d'artistes dans l'atelier d'Isabey peint vers 1798 par Louis Léopold Boilly (Paris, musée du Louvre).
Certains de ses élèves deviennent des pionniers de la photographie après 1840.
- Louis-François Aubry (1757-1851).
- Rodolph Bell (né en 1825), miniaturiste.
- Henri Benner (1776-1818), miniaturiste.
- Joseph Bordes (né en 1773), miniaturiste.
- Jules Dubois (1804-1879).
- Auguste Garneray (1785-1824).
- Marie Élénore Godefroy (née en 1820).
- Henri-George Hesse (1781-1849).
- Jean-François Hollier (1772-1845).
- Nicolas Jacques (1780-1844), miniaturiste.
- Marie-Marguerite-Françoise Jaser (1782-1873), miniaturiste.
- André-Léon Larue dit Mansion (1785- après 1834), auteur de Lettres sur les Miniatures en 1822.
- Adolphe Delattre (né en 1805), miniaturiste.
- Jacques-Marie Legros (né en 1805).
- Édouard Liénard (1779-1848).
- Eugénie Rose Maystre-Isabey[26].
- Frédéric Millet (1786-1859), miniaturiste.
- Jean-Claude Rumeau (1806-1822).
- Charles Tournemine (1814-1872).
- Wilhelm Unger (1775-1855).
- Arnold Wallick (da) (1779-1845).

## Œuvre
Jean-Baptiste Isabey représente en Europe l'excellence de l’école française de miniaturistes, une renommée acquise notamment par la qualité de ses ivoires peints à la gouache, en règle générale entourés de cadres précieux ou sertis dans des boîtes d’or. Il sut adapter cette technique et abandonner ce support au profit du papier vélin qui lui permit de vaporeux effets de ciel aquarellés. Ses miniatures sont également reproduites durant son vivant, puis par la suite pendant tout le XIXe siècle, en décor de céramique, en gravure et en lithographie par lui-même ou au travers d'ateliers. François Aubertin fut l'un de ses premiers interprètes.
Autriche
- Vienne, Kunsthistorisches Museum :
  - Portrait de Marie-Louise d'Autriche, 1810, gouache sur ivoire, 25 × 16 cm[28];
  - Portrait de l'empereur Napoléon, 1810, gouache sur ivoire, 25 × 16 cm[29].

Espagne
- Madrid, musée Lázaro Galdiano : Carlos Gutierrez de los Ríos, duc de Fernán Nuñez, vers 1817, gouache sur vélin, 14 × 11 cm[30].

France
- Dijon, musée Magnin :
  - Acteur en costume Louis XIII, dessin préparatoire ;
  - Le Départ pour la Comédie, dessin préparatoire ;
  - Intérieur d’église, dessin préparatoire ;
  - Portrait de Mme Dugazon, dessin préparatoire ;
  - Portrait de jeune femme en grand bonnet, dessin préparatoire ;
  - Portrait charge de Dupin, ainé, dessin préparatoire.
- Gray, musée Baron-Martin : Le Galant hallebardier, 1813, lavis de bistre, 15 × 9 cm.
- Paris, département des arts graphiques du musée du Louvre :
  - Le Vicomte d'Arlincourt, tenant un carnet, 1824, encre noire, pastel et plume sur papier, 13 × 10 cm[31] ;
  - Escalier du musée, 1817, aquarelle, 86 × 66 cm[32] ;
  - Jeune homme en redingote bleue, gouache et aquarelle sur ivoire[33].
- Roanne, musée des Beaux-Arts et d'Archéologie Joseph-Déchelette : Portrait de Louis XVIII, vers 1815-1820, dessin.
- Rueil-Malmaison, château de Malmaison : Portrait de la Reine Hortense, 1813, aquarelle, 13 × 9 cm[27].

### Dessins
- Homme assis appuyé sur le bras droit, pierre noire, estompe et craie blanche sur papier brun, H. 0,468 ; L. 0,607 m[34]. Paris, Beaux-Arts de Paris[35]. Exécuté durant la même séance de pose que l'académie d'Anthelme-François Lagrenée, le dessin d'Isabey s'en distingue radicalement par la technique et l'esprit. Isabey s'intéresse aux contrastes d'ombre et de lumière sur le corps, modelant les passages par l'estompe et rehaussant l'ensemble par un usage important du blanc. Il livre un dessin en clair-obscur, tout en subtilité, dont le traitement délicat n'empêche pas la présence ni la force.
- Portrait d'Anne-Louis Girodet, crayon noir et estompe sur papier, diam : 0,117 m[36]. Paris, Beaux-Arts de Paris[37]. Ami et condisciple d'atelier, Isabey réalise ce portrait probablement avant le départ de ce dernier pour l'Italie en 1790. Le modèle apparaît de profil et en médaillon, son regard appuyé est difficile à interpréter, regret, attente ou espérance, il est à l'aube de sa carrière.

Portraits par Jean-Baptiste Isabey
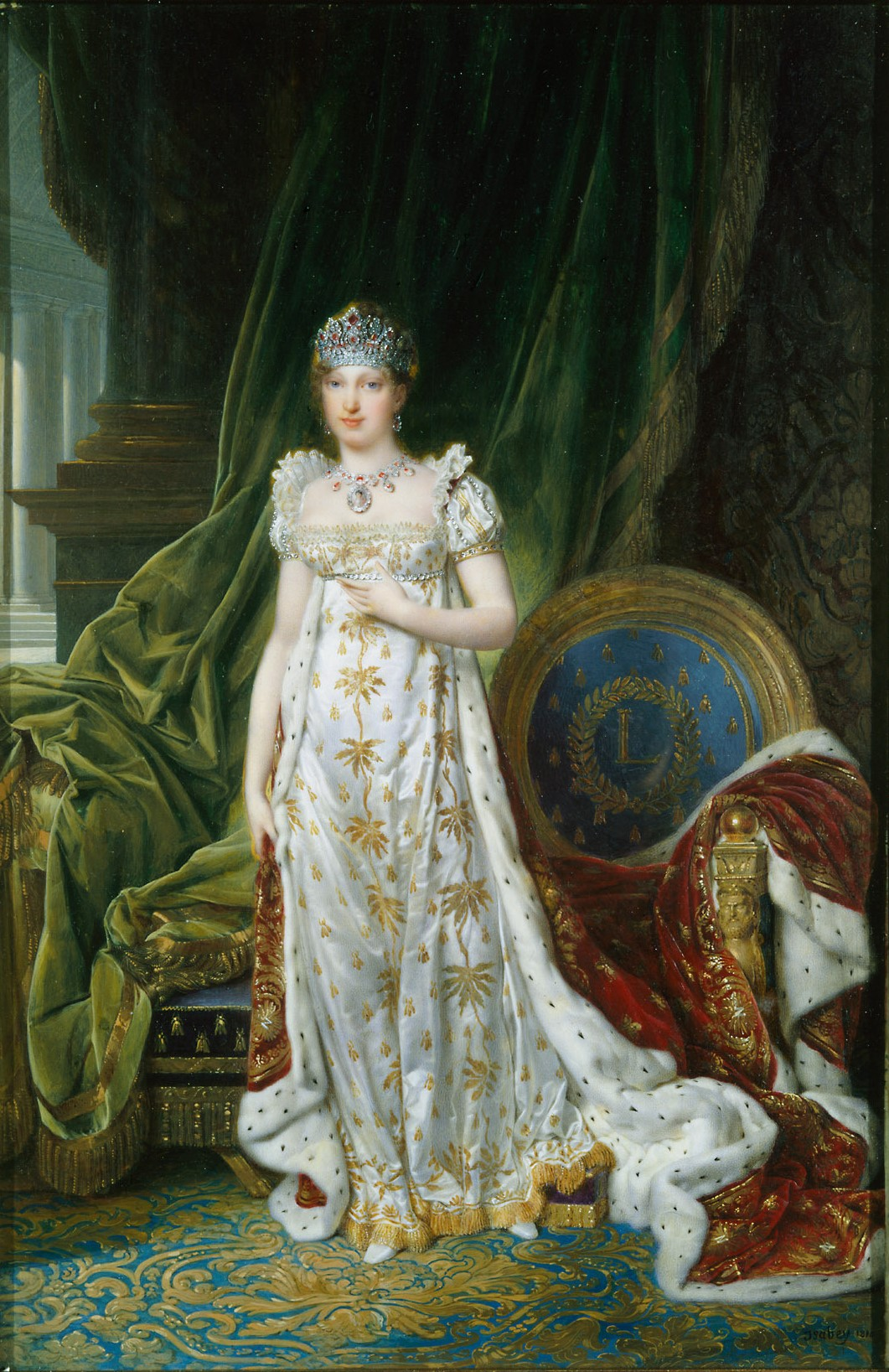
Portrait de Marie-Louise d'Autriche (1810), Vienne, Kunsthistorisches Museum.
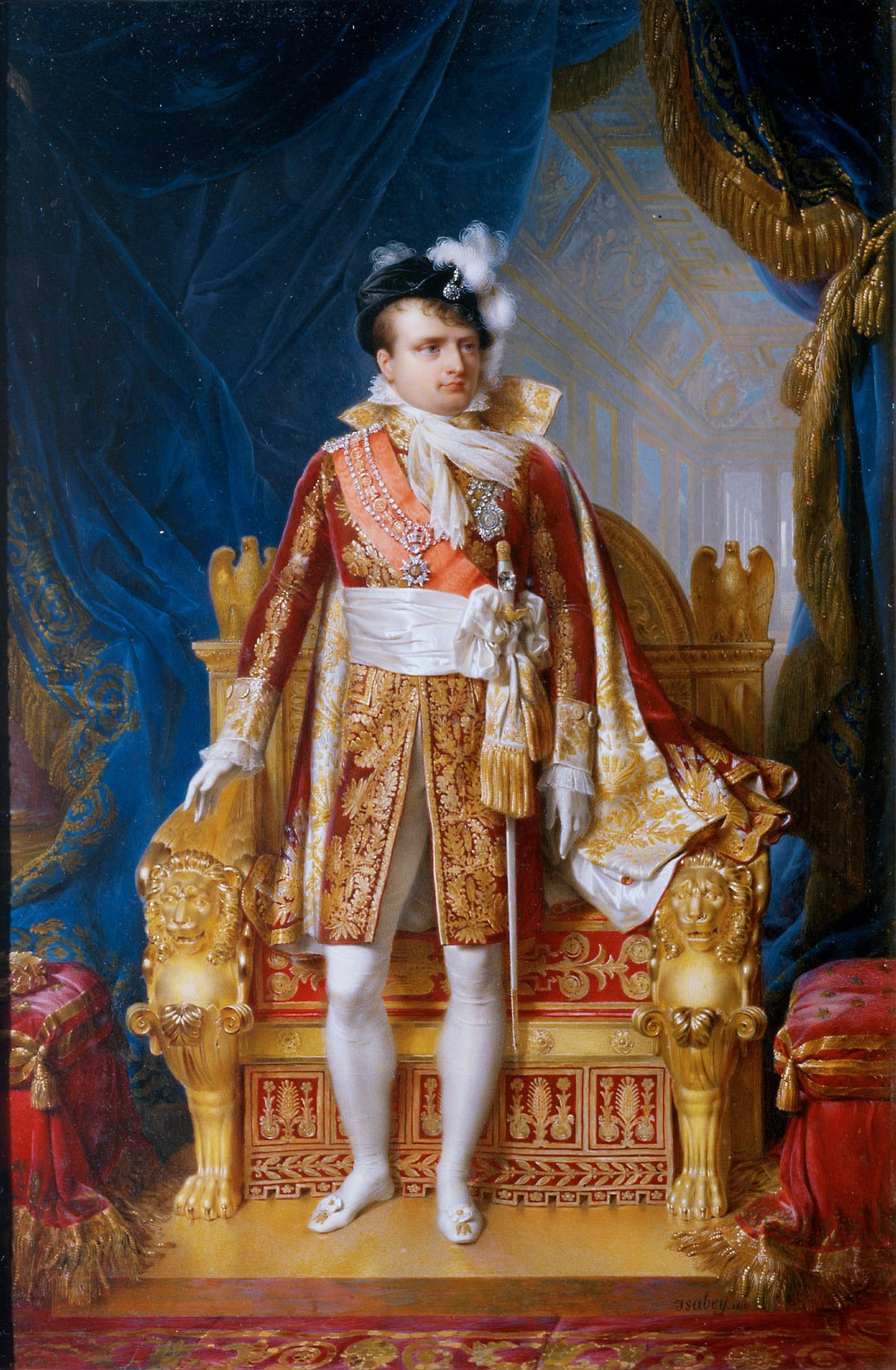
Portrait de l'empereur Napoléon (1810), Vienne, Kunsthistorisches Museum.
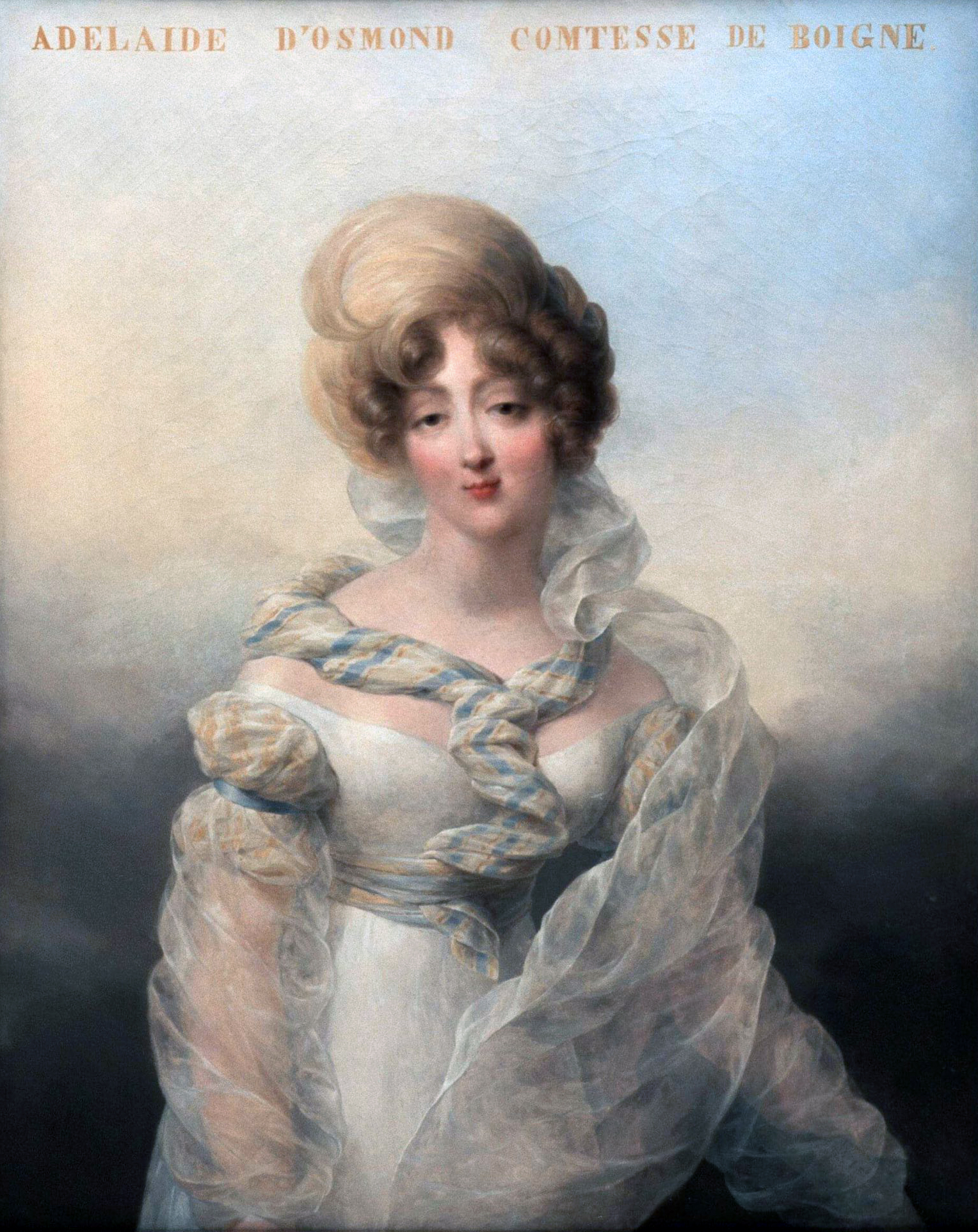
Portrait d'Adèle d'Osmond, comtesse de Boigne (1810), musée des Beaux-Arts de Chambéry.
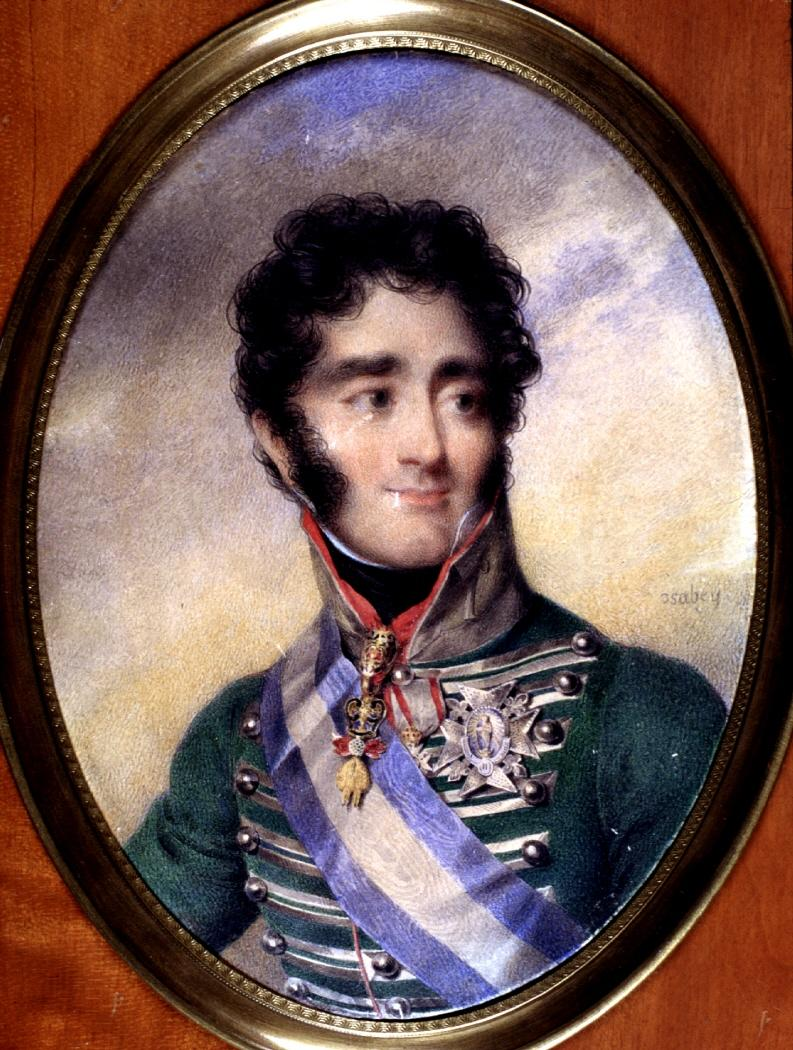
Portrait de Carlos Gutierrez de los Ríos (1817), Madrid, musée Lázaro Galdiano.
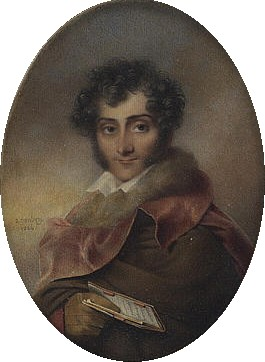
Portrait de Charles-Victor Prévost d'Arlincourt (1824), Paris, musée du Louvre.
Portrait de Christine Boyer, musée napoléonien de Rome.

### Publications
- Suite de dessins des 31 costumes d'apparat du sacre de l'Empereur, traduits en gravure, Paris, Imprimerie impériale, 1805-1810[38].

### Une robe dessinée par Jean-Baptiste Isabey pour le sacre de Napoléon

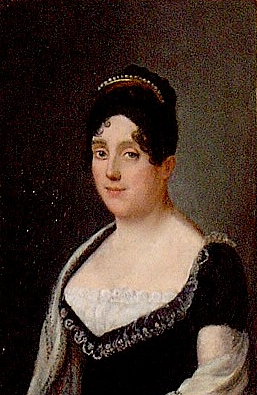
Anonyme, La comtesse Bérenger (1773-1828), épouse du comte Jean Bérenger, localisation inconnue.

Au sacre de l'empereur, la comtesse Bérenger (1773-1828), épouse du Comte Jean Bérenger porte une robe dessinée par Isabey, comme toutes les tenues portées, ce jour-là, par les princes, princesses, ministres, sénateurs, conseillers d'État.
La robe est en tulle de soie ivoire, agrémentée de fines broderies métalliques et d'un double volant métallique au niveau de l'encolure. Les épaules sont soulignées par deux petits volants dentelés en tulle ivoire. Elle se ferme au dos au niveau de la poitrine, au moyen de deux liens coulissants. La traîne est en velours de soie rouge, ornée de broderies métallique dorée, avec un revers en satin blanc.
À part cette tenue des Bérenger, il n'existe plus dans le monde aucun vêtement du sacre de l'empereur. Cette robe et cette traîne de cour ont été présentées pour l'exposition Les Trésors de la Fondation Napoléon. Dans l'intimité de la Cour impériale, qui s'est tenue pour le bicentenaire de la cérémonie, du 28 septembre 2004 au 24 avril 2005 à Paris au musée Jacquemart-André à l'initiative de la Fondation Napoléon.
Depuis lors, elles sont régulièrement exposées dans divers musées en France et dans le reste du monde.

## Réception critique
Miniaturiste célébré de son vivant, ordonnateur des fêtes impériales et royales, Jean-Baptiste Isabey est souvent considéré comme un peintre mineur par rapport à la figure centrale de David. La miniature n'étant pas reconnue par l'Académie des beaux-arts, sa figure est rapidement éclipsée de son vivant par la figure majeure du romantisme et pré-impressionniste son fils Eugène Isabey et l'invention de la photographie . On le trouve souvent décrit comme Isabey père dans les dictionnaires et ventes du XIXe siècle. D'autant que son gendre Pierre-Luc-Charles Ciceri devient une figure majeure du décor d'opéra et de théâtre, inventeur des dioramas avec Daguerre. En 1900, il est encore considéré comme le « miniaturiste des Rois », mais Louis Gillet se doit de répondre dans son étude, de sa facilité, de sa versatilité politique, quand « il demeure le souvenir d’un homme qui, pendant trente ans, a été l’artiste favori de toutes les aristocraties d’Europe de la divine Juliette à Mme de Staël, de Pauline Borghèse à la princesse Wolkonska, des « Merveilleuses » du Directoire aux « Lionnes » de la Restauration », si pour Mme de Basily-Callimaki, qui publie son catalogue raisonné en 1909, il apparaît comme un « petit maître ». Pour Henri Bouchot, la reproduction systématique et discutable en atelier des miniatures du peintre par des élèves plus ou moins appliqués et doués, l'abus de voiles et de gazes sur les portraits féminins par Jean-Baptiste Isabey, redoublé du problème de l'insolation des miniatures qui apparaissent avoir des couleurs fanées avec le temps fondent les limites de l'œuvre et d'un jugement les concernant. Concernant ces  dernières, il s'agit de copies, non signées de la main d'Isabey père comme l'explique La société d'histoire de la Lorraine et du musée Lorrain dans une de ses éditions, grâce à une lettre de son fils Eugène Isabey datée du 26 Avril 1882.

## Expositions
- Jean-Baptiste Isabey : portraitiste de l'Europe, Octobre 2005-janvier 2006, musée du château de Malmaison[27].
- Jean-Baptiste Isabey : portraitiste de l'Europe, 28 janvier 2006-18 avril 2006, musée des Beaux-Arts de Nancy.

## Distinction
- Officier de l'ordre de Léopold (Belgique, 14 avril 1845)[44].